# Silwana
Silwana (wcześniej Zakłady Przemysłu Jedwabniczego „Silwana”) – polskie przedsiębiorstwo z Gorzowa Wlkp., działające w latach 1949–2014, produkujące głównie tkaniny ze sztucznego jedwabiu.

## Historia
Zakłady Przemysłu Jedwabniczego „Silwana” utworzono w 1949 r. na bazie fabryki juty i worków Maksa Bahra, w której uruchomiono tkalnię jedwabiu. 16 sierpnia 1956 tkalnia doszczętnie spłonęła, więc pracowników przeniesiono do filii zakładu na Osiedlu Świerkowo (obecnie Osiedlu Świerczów) w Lubniewicach. Kilka tygodni po pożarze zintensyfikowano odbudowę dawnej fabryki juty przy ul. Fabrycznej w Gorzowie Wlkp., gdzie przedsiębiorstwo znalazło nową siedzibę, a produkcję uruchomiono w niej 14 czerwca 1958. W latach 1967–1972 wybudowano nowoczesny wydział wykańczalni przy ul. Franciszka Walczaka w Gorzowie Wlkp. W 1960 r. Zakłady Przemysłu Jedwabniczego „Silwana” przejęły dawną tkalnię w Sulechowie w ówczesnym województwie zielonogórskim. W czasach swej świetności przedsiębiorstwo zatrudniało ponad 3400 osób, będąc jednym z największych zakładów przemysłowych Gorzowa Wlkp.
W okresie transformacji ustrojowej przedsiębiorstwo zaczęło mieć poważne problemy ze zbytem towaru. Starano się sprywatyzować zakład, przekształcając go w spółkę akcyjną i włączając do programu Narodowych Funduszy Inwestycyjnych, jednak nie przyniosło to pożądanych efektów. Załamanie się rynku branży jedwabniczej spowodowało problemy finansowe „Silwana”. W 2004 r. spółkę tę kupili przedsiębiorcy z Wrocławia, lecz ostatecznie upadła ona w 2014 r. 22 sierpnia 2024 na terenie dawnego zakładu przy ul. Franciszka Walczaka w Gorzowie Wlkp. otwarto Park Handlowy „Silwana”.

## Produkcja
Silwana specjalizowała się w produkcji głównie tkanin podszewkowych i specjalnych m.in.:
- tkaniny na odzież sportową
- tkaniny specjalne (na parawany, markizy, wózki dziecięce, rolety)
- tkaniny podszewkowe (płaszcze, kurtki)
- tkaniny dekoracyjne (obrusy plamoodporne, zasłony)
- tkaniny na wyposażenie sportowe (śpiwory, namioty, plecaki)
- tkaniny na ubrania ochronne (służby mundurowe, służby drogowe).